# Bungulla
Genre
Bungulla est un genre d'araignées mygalomorphes de la famille des Idiopidae.

## Distribution
Les espèces de ce genre sont endémiques d'Australie-Occidentale.

## Liste des espèces
Selon World Spider Catalog (version 21.5, 04/01/2021) :
- Bungulla ajana Rix, Raven & Harvey, 2018
- Bungulla aplini Rix, Raven & Harvey, 2018
- Bungulla banksia Rix, Raven & Harvey, 2018
- Bungulla bella Rix, Raven & Harvey, 2018
- Bungulla bertmaini Rix, Main, Raven & Harvey, 2017
- Bungulla bidgemia Rix, Raven & Harvey, 2018
- Bungulla biota Rix, Raven & Harvey, 2018
- Bungulla bringo Rix, Raven & Harvey, 2018
- Bungulla burbidgei Rix, Raven & Harvey, 2018
- Bungulla dipsodes Rix, Raven & Harvey, 2018
- Bungulla disrupta Rix, Raven & Harvey, 2018
- Bungulla ferraria Rix, Raven & Harvey, 2018
- Bungulla fusca Rix, Raven & Harvey, 2018
- Bungulla gibba Rix, Raven & Harvey, 2018
- Bungulla hamelinensis Rix, Raven & Harvey, 2018
- Bungulla harrisonae Rix, Raven & Harvey, 2018
- Bungulla hillyerae Rix, Raven & Harvey, 2018
- Bungulla inermis Rix, Raven & Harvey, 2018
- Bungulla iota Rix, Raven & Harvey, 2018
- Bungulla keigheryi Rix, Raven & Harvey, 2018
- Bungulla keirani Rix, Raven & Harvey, 2018
- Bungulla kendricki Rix, Raven & Harvey, 2018
- Bungulla laevigata Rix, Raven & Harvey, 2018
- Bungulla mckenziei Rix, Raven & Harvey, 2018
- Bungulla oraria Rix, Raven & Harvey, 2018
- Bungulla parva Rix, Raven & Harvey, 2018
- Bungulla quobba Rix, Raven & Harvey, 2018
- Bungulla riparia (Main, 1957)
- Bungulla sampeyae Rix, Raven & Harvey, 2018
- Bungulla weld Rix, Raven & Harvey, 2018
- Bungulla westi Rix, Raven & Harvey, 2018
- Bungulla yeni Rix, Raven & Harvey, 2018

## Publication originale
- Rix, Raven, Main, Harrison, Austin, Cooper & Harvey, 2017 : « The Australasian spiny trapdoor spiders of the family Idiopidae (Mygalomorphae: Arbanitinae): a relimitation and revision at the generic level. » Invertebrate Systematics, vol. 31, no 5, p. 566-634.